# David Reynolds (Drehbuchautor)

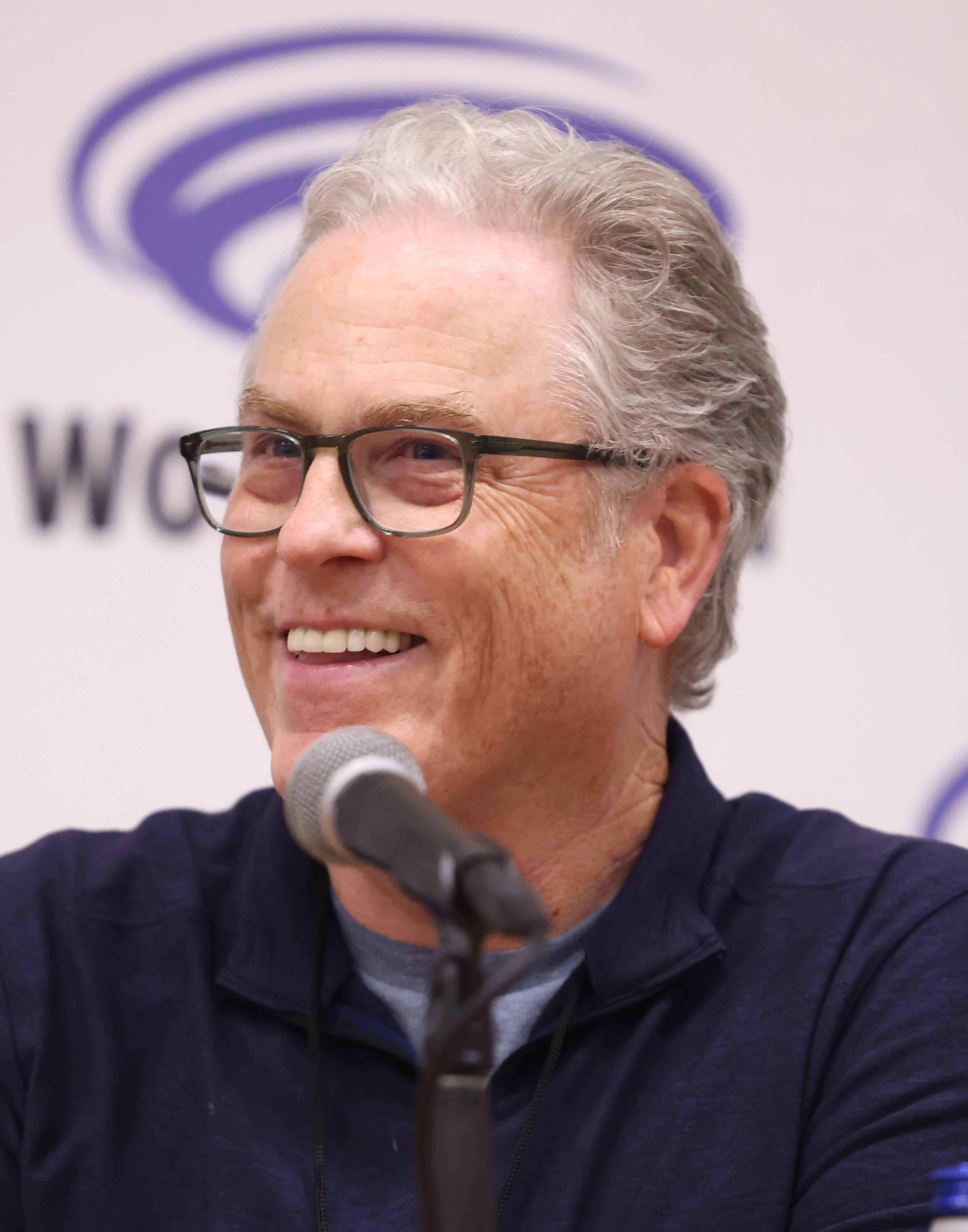
David Reynolds (2025)

David Reynolds (* 20. Jahrhundert)  ist ein US-amerikanischer Drehbuchautor und Schauspieler, der  2004  in der Kategorie  „Bestes Originaldrehbuch“  für den Animationsfilm Findet Nemo für einen Oscar nominiert wurde und den Annie Award erringen konnte. 

## Leben
In der Filmkomödie One More Saturday Night von 1986 gab Reynolds sein Debüt als Schauspieler. Der Film skizziert das Leben junger Leute an einem Samstagabend in einer Kleinstadt in Minnesota. Eine kleinere Rolle spielte er im selben Jahr in der Komödie Soul Man. 1988 trat er in zwei verschiedenen Fernsehserien abermals als Schauspieler in Erscheinung. 
Für die Show Late Night with Conan O’Brien schrieb Reynolds in den Jahren 1993, 1994 für 20 Folgen jeweils das Drehbuch. 1998 wurde er erstmals für die Walt Disney Company tätig, wo er am Film Mulan mitwirkte, indem er den Drehbuchschreibern zuarbeitete und Material für weitere Geschichten lieferte.  Für den Zeichentrickfilm Ein Königreich für ein Lama der Walt Disney Company aus dem Jahr 2000 schrieb er dann zusammen mit Mark Dindal und Chris Williams das Drehbuch. Eine weitere Zusammenarbeit mit den Walt Disneys-Studios stellte der Zeichentrickfilm Atlantis – Das Geheimnis der verlorenen Stadt (2001) sowie die Fortsetzung des Films Atlantis – Die Rückkehr (2003) dar.  
Mit dem Animationsfilm  Findet Nemo der Pixar Animations Studios aus dem Jahr 2003, für den Reynolds das Drehbuch zusammen mit Andrew Stanton und Bob Peterson schrieb, konnte der Autor seinen bisher größten Erfolg verbuchen. Eine Oscarnominierung 2004 in der Kategorie „Bestes Originaldrehbuch“ war der Lohn. Der Oscar ging aber an Sofia Coppola und ihr Filmdrama Lost in Translation. Der Annie Award ging jedoch an das vorgenannte Trio. Außerdem wurde der Film mit zahllosen Preisen und Nominierungen bedacht und auch die Arbeit der Drehbuchschreiber schlug sich in zahlreichen Nominierungen für Filmpreise nieder. 
Reynolds ist verheiratet und hat zwei Töchter. Die Familie lebt in Los Angeles.

## Filmografie (Auswahl)
als Schauspieler
- 1986: One More Saturday Night
- 1986: Crime Story – The War (Fernsehserie)
- 1986: Soul Man (als Dave Reynolds)
- 1988: China Beach – Somewhere Over the Radio (Fernsehserie)
- 1988: Raising Miranda – Black Monday (Fernsehserie)

wenn nicht anders angegeben, als Drehbuchautor
- 1993, 1994: Late Night with Conan O’Brien (tägliche Late Night Show auf NBC, 20 Folgen)
- 1996: Dumb and Dumber – Overbite in Paradise (Fernsehserie, 1 Folge)
- 1998: Mulan
- 1998: Das große Krabbeln (A Bug’s Life)
- 1998: Saturday Night Live – Saturday TV Funhouse (Comedy-Show auf NBC)
- 1999: Tarzan (zusätzliches Drehbuchmaterial)
- 1999: Fantasia 2000
- 2000: Ein Königreich für ein Lama (The Emperor's New Groove)
- 2000: TV Funhouse – Christmas Day
- 2001: Atlantis – Das Geheimnis der verlorenen Stadt (Atlantis: The Lost Empire)
- 2003: Das Dschungelbuch 2 (The Jungle Book 2)
- 2003: Atlantis – Die Rückkehr (Atlantis: Milo’s Return)
- 2003: Findet Nemo (Finding Nemo)
- 2005: Himmel und Huhn (Chicken Little)
- 2006: Saturday Night Live: The Best of Saturday TV Funhouse
- 2012: Schimpansen (Chimpanzee; Dokumentarfilm; kreativer Berater = Dave Reynolds)
- 2012: The Polar Bears (Kurzfilm)
- 2014: Aldabra – Die Arche Noah der Riesenschildkröten (Aldabra; kreativer Berater)

## Auszeichnungen
- Seattle Film Critics Awards 2003: 2. Platz in der Kategorie „Bestes Originaldrehbuch“ mit Findet Nemo
- Utah Film Critics Association Awards 2003: Nominierung für den UFCA Award in der Kategorie „Bestes Originaldrehbuch“ mit Findet Nemo
- Washington DC Area Film Critics Association Awards 2003: Nominierung für den WAFCA Award in der Kategorie „Bestes Originaldrehbuch“ mit Findet Nemo
- Oscarverleihung 2004: Nominierung in der Kategorie „Bestes Originaldrehbuch“ mit Findet Nemo
- BAFTA Award 2004: Nominierung in der Kategorie „Bestes Originaldrehbuch“ mit Findet Nemo
- Saturn Award 2004: Nominierung für das „Beste Drehbuch“ mit Findet Nemo
- American Screenwriters Association 2004: Nominierung für den Discover Screenwriting Award mit Findet Nemo
- Annie Award 2004: Gewinner in der Kategorie „Hervorragendes Drehbuch in einem Animationsfilm“ mit Findet Nemo
- Hugo Award 2004: Nominierung für den Hugo in der Kategorie „Beste dramatische Vorlage“ mit Findet Nemo
- Humanitas-Preis 2004: Nominierung in der Kategorie „Hauptfilm“ mit Findet Nemo
- Online Film & Television Association 2004: Nominierung für den OFTA Film Award in der Kategorie „Bestes Originaldrehbuch“ mit Findet Nemo
- Science Fiction and Fantasy Writers of America 2004: Nominierung für den Nebula Award in der Kategorie „Bestes Drehbuch“ mit Findet Nemo